# Шемсединов, Ирфан Гафарович
Ирфа́н Гафа́рович Шемседи́нов (19 октября 1919, Евпатория, Таврическая губерния — 29 мая 2007) — украинский советский архитектор, педагог. Член Союза архитекторов Украины (1949), профессор (1987).

## Биография и творчество
Его отец был художником-педагогом, мать — учительницей. После окончания в 1935 году Симферопольской образцовой школы-интерната № 13 уехал учиться в Москву, в 1937 году переехал в Харьков, где поступил на учёбу на архитектурный факультет Харьковского института инженеров коммунального строительства. Его учителями были академик А. Н. Бекетов, профессора В. И. Пушкарёв, В. М. Орехов и др. Уже в эвакуации, в 1942 году, Ирфан Шемсединов с отличием окончил институт, затем по 1945 год служил в рядах Военно-морского флота, брал участие в боевых действиях на Северном, а затем — на Черноморском флоте. Войну закончил в звании старшего инженер-лейтенанта.
Творческую работу начал в 1945 году в новосозданном киевском проектном институте «Гипросельстрой» на должностях архитектора, главного архитектора проектов. Занимался проектированием планировки и застройки сёл и районных центров Запорожской, Тернопольской, Хмельницкой областей. В 1947 году брал участие в конкурсе по восстановлению Крещатика (в составе творческого коллектива А. А. Тация).
С 1950 по 1993 год преподавал на архитектурном факультете в Киевском государственном художественном институте. Долгие годы работал вместе с академиком Е. И. Катониным. Прошёл путь от преподавателя до профессора, декана архитектурного факультета, руководителя учебно-творческой мастерской кафедры архитектурного планирования. В 1966 году получил учёное звание доцента, в 1887 году — профессора. Большое количество его учеников стали лауреатами художественных премий, главными архитекторами городов, руководителями творческих мастерских и фирм, докторами наук, профессорами, доцентами. В институте от учеников-студентов получил шутливое прозвище «Инфаркт Миокардович».
Кроме педагогической деятельности Ирфан Шемсединов брал участие в различных конкурсах, в частности в конкурсах 1952 года по проектированию станций Московского (станция «Киевская-радиальная») и Киевского метрополитена (проект станции киевского метро с чугунными колоннами, 1-я премия; проект станции киевского метро с железобетонными колоннами, 1-я премия). По проекту Ирфана Шемсединова построена станция «Вокзальная».
Ирфан Шемсединов является автором ряда памятников та мемориалов, посвящённым событиям Великой Отечественной войны. Так, в 1960—1970 годах им созданы обелиск «Городу-герою Севастополю»; мемориальный памятник жертвам фашизма в с. Коло-Михайловка около Винницы; памятный знак 41-й дивизии, оборонявшей Киев в 1941 году, более 40 памятных знаков в селах Украины воинам-односельчанам, павшим на фронтах Великой Отечественной войны, памятники Николаю Стражеско и Власу Чубарю (демонтирован в 2009 году) в Киеве, ряд мемориальных досок. Ирфан Шемсединов — автор проекта и победитель Международного конкурса (1994) по созданию мемориального памятника «Жертвам геноцида крымскотатарского народа 1783—1944 гг.». Памятник планировалось установить в Симферополе. Проект пока не реализован.
Ирфан Шемсединов был не только талантливым архитектором, но и хорошим художником. В его наследии как художника — городские и ландшафтные пейзажи, натюрморты. С особой теплотой он рисовал родные крымские пейзажи, горы, море, старые, чудом сохранившиеся старые крымско-татарские дома. В 1997 году музеем крымскотатарского искусства в Симферополе была организована персональная выставка акварелей И. Г. Шемсединова.

## Семья
Сын — Гафар Ирфанович Шемсединов (1952—2008). С 1969 по 1975 учился в Киевском художественном институте на факультете архитектуры. С 1980 по 1984 годы — в аспирантуре. В 1987 году защитил кандидатскую диссертацию на тему «Архитектура домов и сооружений». В 1993 году он становится доцентом Киевского национального университета строительства и архитектуры. В 2007 году ему было присвоено звание профессора. Вёл активную научную и выставочную деятельность.

## Изображения

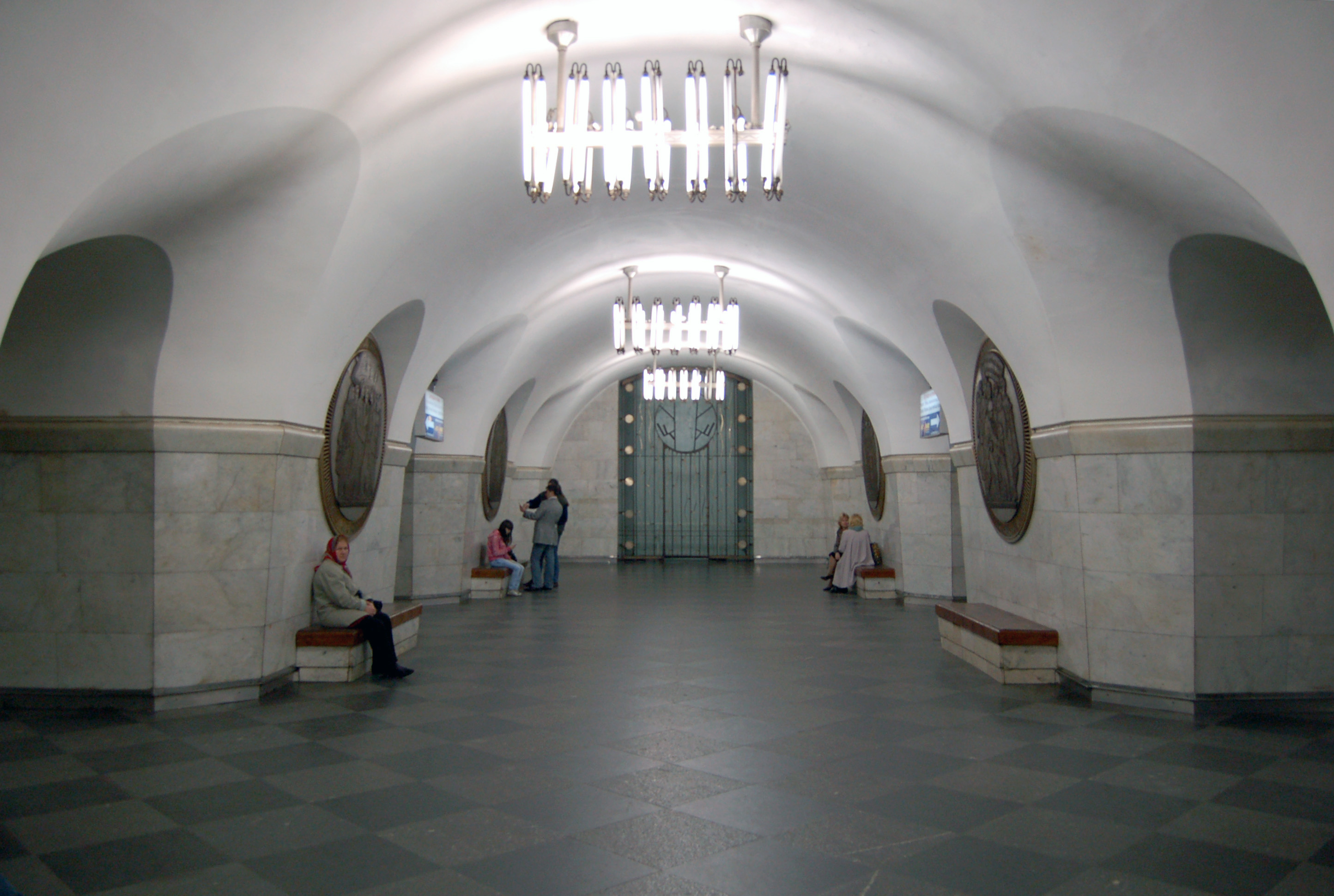
Станция метро «Вокзальная» (1960)
Обелиск «Городу-герою Севастополю» (1978)